# أندرو هانسون
أندرو هانسون هو دراج سويدي، ولد في 13 أكتوبر 1882 في غوتنبرغ في السويد، وتوفي في 8 يوليو 1964.

## وصلات خارجية
- أندرو هانسون على موقع إحصائيات الدراجات الإحترافية (الإنجليزية)
- أندرو هانسون على موقع أوليمبيديا (الإنجليزية)
- أندرو هانسون على موقع اللجنة الأولمبية السويدية (السويدية)